# 玉溪师范学院
玉溪师范学院，是位于中华人民共和国云南省玉溪市红塔区的一所全日制公立高等师范类学校。

## 历史沿革
该校前身是玉溪师范高等专科学校，创建于1978年。2000年3月，中华人民共和国教育部同意该校与玉溪成人教育中心、玉溪师范学校合并，成立玉溪师范学院，成为本科院校。

## 学科设置
至2021年，该学校下设13个二级学院、9个研究机构、4个教辅机构。下设57个专业。

## 校园文化
该校的校训为“至真至善，致美致用”，校歌则为田漢作詞、聶耳作曲的《毕业歌》。